# 程飞轶
程飞轶（1991年1月6日—），辽宁抚顺人，中国男子游泳运动员。

## 簡歷
2012年，程飞轶代表中国出戰英國倫敦舉行的奥林匹克运动会游泳比賽男子100米背泳賽事。